# Lúcio Gélio Publícola (cônsul em 36 a.C.)
Lúcio Gélio Publícola (m. 31 a.C.; em latim: Lucius Gellius Publicola) foi um político da gente Gélia da República Romana nomeado cônsul em 36 a.C. com Marco Coceio Nerva. Era filho de Lúcio Gélio Publícola, cônsul em 72 a.C., com sua primeira esposa, Pola.

## Carreira
Publícola foi acusado de cometer o crime de incesto com sua madrasta e de conspirar contra a vida de seu pai, que, apesar de estar praticamente convencido de sua culpa, permitiu que o filho apresentasse seu caso perante um grande número de senadores, que acabaram inocentando-o. Depois da morte de Júlio César, em 44 a.C., Gélio se alinhou aos liberatores, os senadores responsáveis pelo assassinato, e fugiu com Marco Júnio Bruto até a Ásia. Enquanto estava lá, foi acusado de conspirar contra a vida de Bruto, mas foi perdoado depois da intercessão de seu meio-irmão (por parte de mãe) Marco Valério Messala Corvino. Pouco depois, se envolveu em uma nova conspiração dirigida contra a vida de Caio Cássio Longino, mas voltou a escapar sem receber nenhum castigo, neste caso pela intercessão de sua mãe, Pola. Aparentemente Pola já havia se divorciado de Gélio (pai) e se casado com Marco Valério Messala Rufo.
Gélio, apesar disso, não revelou nenhuma gratidão pela clemência que recebeu, e desertou para o lado adversário durante a guerra civil, o dos triúnviros. A serviço de Marco Antônio e Otaviano, ficou responsável pela cunhagem das moedas com o título de "Q.P." ("questor propretor"). Foi recompensado por sua deserção com um consulado em 36 a.C., que serviu com Marco Coceio Nerva.
Na guerra seguinte, entre Otaviano e Marco Antônio, alinhou-se a este último e dirigiu a ala direita da frota de Marco Antônio da Batalha de Ácio. Não foi mais mencionado pelos historiadores a partir deste momento e é possível que tenha morrido nesta batalha.
Casou-se com a irmã de Lúcio Semprônio Atratino, cônsul em 34 a.C., Semprônia.